# أوربنديل
أوربندل (بالإنجليزية: Urbandale, Iowa)‏ هي مدينة تقع في ولاية آيوا في الولايات المتحدة. تبلغ مساحة هذه المدينة 56.82 (كم²)، وترتفع عن سطح البحر 288 م، بلغ عدد سكانها 39463 نسمة في عام 2012 حسب إحصاء مكتب تعداد الولايات المتحدة.

## التركيبة السكانية
قام مكتب تعداد الولايات المتحدة بتحديد بيانات التركيبة السكانية لأوربنديلفي تعداد الولايات المتحدة. في ما يلي، التركيبة السكانية حسب تعدادي 2000 و2010.

### تعداد عام 2000
بلغ عدد سكان أوربانكريست 868 نسمة بحسب تعداد عام 2000، وبلغ عدد الأسر 321 أسرة وعدد العائلات 234 عائلة مقيمة في القرية. في حين سجلت الكثافة السكانية 1,962.0 نسمة لكل ميل مربع (757.5/كم2). وبلغ عدد الوحدات السكنية 347 وحدة بمتوسط كثافة قدره 784.4 نسمة لكل ميل مربع (302.9/كم2).
وتوزع التركيب العرقي للقرية بنسبة 23.50% من البيض و 0.46% من الأمريكيين الأصليين و 14.06% من الأمريكيين ذوي الأصول الآسيوية و 57.95% من الأمريكيين الأفارقة و 3.46% من عرقين مختلطين أو أكثر.
بلغ عدد الأسر 321 أسرة كانت نسبة 47.4% منها لديها أطفال تحت سن الثامنة عشر تعيش معهم، وبلغت نسبة الأزواج القاطنين مع بعضهم البعض 24.6% من أصل المجموع الكلي للأسر، ونسبة 42.4% من الأسر كان لديها معيلات من الإناث دون وجود شريك، وكانت نسبة 26.8% من غير العائلات. تألفت نسبة 24.3% من أصل جميع الأسر من أفراد ونسبة 10.3% كانوا يعيش معهم شخص وحيد يبلغ من العمر 65 عاماً فما فوق. وبلغ متوسط حجم الأسرة المعيشية 3.20، أما متوسط حجم العائلات فبلغ 2.70.
بلغ العمر الوسطي للسكان 24 عاماً. وكانت نسبة 41.8% من القاطنين تحت سن الثامنة عشر، وكانت نسبة 9.0% بين الثامنة عشر والأربعة وعشرون عاماً، ونسبة 22.4% كانت واقعةً في الفئة العمرية ما بين الخامسة والعشرون حتى والأربعة وأربعون عاماً، ونسبة 16.9% كانت ما بين الخامسة والأربعون حتى الرابعة والستون، ونسبة 9.9% كانت ضمن فئة الخامسة والستون عاماً فما فوق. يوجد لكل 100 أنثى 72.6 ذكر، ويوجد لكل 100 أنثى في الثامنة عشر من عمرها فما فوق 62.4 ذكر.
بلغ متوسط دخل الأسرة في القرية 20,333 دولار، أما متوسط دخل العائلة فبلغ 23,929 دولار. وكان متوسط دخل الذكور 27,500 دولار مقابل 25,268 دولار للإناث. وسجل دخل الفرد الخاص بالقرية 10,003 دولار. وكانت نسبة 30.6% من العائلات ونسبة 32.7% من السكان تحت خط الفقر، وكان من هؤلاء نسبة 44.7% تحت سن الثامنة عشر ونسبة 15.6% في الخامسة والستين من العمر وما فوق.

### تعداد عام 2010
بلغ عدد سكان أوربانكريست 960 نسمة بحسب تعداد عام 2010، وبلغ عدد الأسر 337 أسرة وعدد العائلات 237 عائلة مقيمة في القرية. في حين سجلت الكثافة السكانية 1,600.0 نسمة لكل ميل مربع (617.8/كم2). وبلغ عدد الوحدات السكنية 367 وحدة بمتوسط كثافة قدره 611.7 لكل ميل مربع (236.2/كم2).
وتوزع التركيب العرقي للقرية بنسبة 26.4% من البيض و 0.1% من الأمريكيين الأصليين و 2.9% من الأمريكيين ذوي الأصول الآسيوية و 8.8% من سكان جزر المحيط الهادئ و 55.1% من الأمريكيين الأفارقة و 5.8% من عرقين مختلطين أو أكثر.
بلغ عدد الأسر 337 أسرة كانت نسبة 46.6% منها لديها أطفال تحت سن الثامنة عشر تعيش معهم، وبلغت نسبة الأزواج القاطنين مع بعضهم البعض 29.4% من أصل المجموع الكلي للأسر، ونسبة 33.2% من الأسر كان لديها معيلات من الإناث دون وجود شريك، بينما كانت نسبة 7.7% من الأسر لديها معيلون من الذكور دون وجود شريكة وكانت نسبة 29.7% من غير العائلات. تألفت نسبة 25.8% من أصل جميع الأسر من أفراد ونسبة 9.5% كانوا يعيش معهم شخص وحيد يبلغ من العمر 65 عاماً فما فوق. وبلغ متوسط حجم الأسرة المعيشية 3.41، أما متوسط حجم العائلات فبلغ 2.85.
بلغ العمر الوسطي للسكان 25.3 عاماً. وكانت نسبة 38.1% من القاطنين تحت سن الثامنة عشر، وكانت نسبة 11.3% بين الثامنة عشر والأربعة وعشرون عاماً، ونسبة 23.6% كانت واقعةً في الفئة العمرية ما بين الخامسة والعشرون حتى والأربعة وأربعون عاماً، ونسبة 19.7% كانت ما بين الخامسة والأربعون حتى الرابعة والستون، ونسبة 7.4% كانت ضمن فئة الخامسة والستون عاماً فما فوق. وتوزع التركيب الجنسي للسكان بنسبة 45.0% ذكور و55.0% إناث.

## وصلات خارجية
- http://www.urbandale.org